# Петер Зюс
Петер Зюс (нім. Peter Sues; 26 вересня 1919, Лютцов — 20 червня 1943, Атлантичний океан) — німецький офіцер-підводник, оберлейтенант-цур-зее крігсмаріне.

## Біографія
1 жовтня 1938 року вступив на флот. З жовтня 1940 по травень 1941 року пройшов курс підводника. З травня 1941 року — вахтовий офіцер на підводному човні U-204. В липні 1941 року переданий в розпорядження 1-ї флотилії. З листопада 1941 року — вахтовий офіцер на U-558. В жовтні-грудні 1942 року пройшов курс командира човна. З 31 грудня 1942 року — командир U-388. 8 червня 1943 року вийшов у свій перший і останній похід. 20 червня U-388 був потоплений в Північній Атлантиці південно-східніше мису Фарвель (57°36′ пн. ш. 31°20′ зх. д.) торпедою американського летючого човна «Каталіна». Всі 47 членів екіпажу загинули.

## Звання
- Кандидат в офіцери (1 жовтня 1938)
- Морський кадет (1 липня 1939)
- Фенріх-цур-зее (1 грудня 1939)
- Оберфенріх-цур-зее (1 серпня 1940)
- Лейтенант-цур-зее (1 квітня 1941)
- Оберлейтенант-цур-зее (1 квітня 1943)